# Sankt Göran
För andra betydelser, se Sankt Göran (olika betydelser).
Sankt Göran, också kallad Sankt Georg, San Giorgio, Sankt Jörgen, Riddar Örjan eller Georg den Helige (grekiska: Άγιος Γεώργιος; latin: Sanctus Georgius; kyrkslaviska: Свѧтой Геѡ́ргїй), född cirka 275–280, död 23 april 303, var en kristen martyr, och enligt traditionen, romersk soldat i Syria Palestina under kejsar Diocletianus förföljelse. 
Han är också ett helgon inom den Romersk-katolska, Anglikanska, Östortodoxa, Orientaliska ortodoxa och  Östkatolska kyrkan. Sankt Görans minnesdag firas den 23 april, som även är världsbokdagen.

## Liv och legend
Ytterst lite är känt om Sankt Görans liv. Han föddes i Kappadokien i nuvarande Turkiet. Som officer i Diocletianus armé vann han stor uppskattning och fick inflytande vid det kejserliga hovet. 
Han lyckades omvända kejsarinnan Alexandra till kristendomen och detta kan ha föranlett den dittills tämligen tolerante kejsaren att inleda sin blodiga förföljelse av de kristna. År 303 blev Göran gripen, torterad och slutligen, tillsammans med Alexandra, avrättad utanför staden Diospolis i nuvarande Israel.
Legenden Sankt Göran och draken förtäljer att Göran räddade en stad, ibland även en jungfru eller prinsessa, från en hotfull drake. 

## Roll som skyddshelgon och symbol
Sankt Göran räknas till de fjorton nödhjälparna. Han anropas vid fara, feber, ogynnsam väderlek och om mod och tapperhet.
Sankt Göran är flitigt använd som symbol i Ryssland, egentligen Moskvas skyddshelgon, och återfinns bland annat i det ryska riksvapnet. Han är även skyddshelgon för England, Portugal, Katalonien, Litauen, Serbien, Montenegro, Georgien, Etiopien, London, Freiburg im Breisgau, Genua, Ferrara, Reggio di Calabria, Lod, Beirut, Barcelona (Sant Jordi), Piran, Skyros, Strumpebandsorden och scoutrörelsen. Landet Georgien sägs vara uppkallat efter honom och i dess flagga ingår även det så kallade georgskorset, som också fungerat som symbol i samband med korståg, gamla tiders sjöfärder och ordensväsen.
Sankt Görans östortodoxa helgedom i den arabkristna byn Beit Jala i Betlehem-guvernatet på nuvarande Västbanken, omkring en mil söder om Jerusalem, besöks även av judar och muslimer. Deras traditioner knyter helgedomen till profeten Elia som förväntas komma tillbaka för att kungöra den Yttersta dagen, respektive den "odödlige" profeten eller helgonet al-Khidr.
Han förekommer som S:t Göran och S:t Örjan i namn på flera byggnader med mera. I Stockholm finns till exempel Sankt Görans kyrka och Sankt Görans sjukhus.

## I konsten
I Storkyrkan i Stockholm finns en berömd träskulptur av Sankt Göran, draken och prinsessan. Skulpturen är från 1400-talet och snidad av den tyske skulptören Bernt Notke. I denna framställning av Sankt Göran och draken representerar Sankt Göran Sten Sture den äldre, draken den danske kungen Kristian I, samt jungfrun endera Stockholm eller Sverige. Statyn är rest som segermonument över slaget vid Brunkeberg.
En kopia av Bernt Notkes staty i brons finns på Köpmanbrinken i Gamla stan. En annan version av "Sankt Göran och Draken" är gjord av skulptören Christian Eriksson. Denna finns dels utförd i förgylld brons på taket till Stockholms stadshus och dels utförd i trä i Kiruna kyrka.

## S:t Örjanslåten
I torntoppen av Stockholms stadshus finns nio slagklockor som spelar den medeltida Sankt Örjansvisan kl 12 och kl 18 varje dag under sommarhalvåret. Låten uppfördes fram till 1970-talet i samband med programmet Tolvslaget i Sveriges Radio. Klockspelet tillverkades i Nederländerna av firman Petit & Sritse och monterades på sensommaren 1924. Den största klockan väger 3000 kg och är en gåva från Holland, den bär namnet S:t Erik, den minsta klockan kallas S:t Örjan.

## Bilder

Georgiens riksvapen innehåller Sankt Göran och draken.